# Darázslepke
A darázslepke (Sesia apiformis = Aegeria apiformis)  a szitkárfélék (Sesiidae) családjának egyik, Magyarországon is honos faja.

## Elterjedése, élőhelye
Ez a holarktikus faj Európában az Altaj hegységig terjedt el; Amerikába úgy hurcolták be. Szinte egész Európában előfordul, így Magyarországon is mindenütt, ahol tápnövényei élnek. Ritkán látható, de helyenként jelentős károkat okoz.

## Megjelenése
A legtöbb szitkárnál jóval nagyobb, lódarázsra emlékeztető molylepke. A hímek szárnyának fesztávolsága 28–33 mm, a nőstényeké 34–40 mm. A szárnyak szegélye barna. A hím és a nőstény jól elkülöníthető arról, hogy a hímnek sárga farpamacsa van.

## Életmódja
Egy nemzedéke két év alatt fejlődik ki. A lepkék több hónapig (május elejétől augusztus végéig) rajzanak; rendszerint napfényben repülnek. A gyökfő közelébe petézik.
A hernyók a törzsben rágnak; jelenlétükre a fa tövében felhalmozódó rágcsálékhalmokból következtethetünk. Az első télen a hernyó, a másodikon a báb telel át a tápnövény belsejében.
Mérsékelten polifág faj. Fő gazdanövényei a nyárfafélék, de megtelepedhet a fűzön, a hárson, a kőrisen és a nyíren, esetenként a tölgyön is.
Főleg a nyár-anyatelepeken okozhat nagy károkat: a nagy nyárfacincérrel együtt az idősebb
anyatövek fő pusztítója. Hernyója összerágja az anyatövek gyökfőit, amitől csökken azok vesszőhozama, az anyatövek korhadnak, és végül elpusztulnak.

## Névváltozatok
- darázsszitkár[1]